# The Priests
The Priests är en musikgrupp från Nordirland som spelar klassisk musik. Gruppen består av tre katolska präster, Fader Eugene O'Hagan och Fader Martin O'Hagan är från Claudy, County Derry. Fader David Delargy är från Ballymena, County Antrim.

## Diskografi
Album
- 2008 – The Priests
- 2009 – Harmony
- 2010 – Noël (julalbum)

DVD
- 2009 – The Priests - In Concert at Armagh Cathedral

Cappella Caeciliana
The Priests är också medlemmar av Belfast-kören Cappella Caeciliana. De har spelat in tre album med kören:
- 2001 – Cantate Domino – Music of Celebration from Cappella Caeciliana
- 2005 – Sing for the Morning's Joy
- 2008 – O Quam Gloriosum

## Priser
- The Priests har fått platina i Irland, Storbritannien, Sverige och Norge.
- Harmony har fått platina i Irland.[1]

I december 2008 kom de med i Guinness Rekordbok för "Fastest-selling UK debut for a classical act" då deras debutalbum nådde förstaplatsen efter bara en månad.